# Archieparquía mayor de Kiev-Galitzia
La archieparquía mayor de Kiev-Galitzia y toda la Rus (en latín: Archiepiscopatus Maior Kioviensis-Haliciensis y en ucraniano: Києво-Галицьке Верховне Архиєпископство) es la sede del archieparca mayor y cabeza de la Iglesia greco-católica ucraniana, una Iglesia particular sui iuris oriental integrante de la Iglesia católica, que sigue el rito bizantino en el que utiliza como lenguaje litúrgico el eslavo eclesiástico y como lengua auxiliar el ucraniano. Desde 2011 está regida por el archieparca mayor Sviatoslav Shevchuk, cuya eparquía propia es la archieparquía de Kiev.

## Territorio
El archieparca mayor de Kiev-Galitzia tiene jurisdicción igual a la patriarcal sobre todos los fieles de la Iglesia greco-católica ucraniana en Ucrania (incluyendo Crimea y Sebastopol), territorio propio de esa Iglesia sui iuris. A excepción del territorio que corresponde a la eparquía de Mukácheve de la Iglesia católica bizantina rutena, que corresponde a la Rutenia subcarpática.
El archieparca mayor es el archieparca metropolitano de Kiev, su sede propia. Además porta el título de obispo de Kamianets de los ucranianos.
Dependen directamente del archieparca mayor de Kiev-Galitzia los exarcados archiepiscopales de Donetsk, Járkov, Odesa, Crimea y Lutsk.

## Historia
El 23 de diciembre de 1963 el papa Pablo VI elevó la Iglesia greco-católica ucraniana al rango de Iglesia archiepiscopal mayor con el título de archieparquía mayor de Leópolis de los ucranianos. La sede propia del archieparca mayor era la archieparquía de Leópolis de los ucranianos.
El 6 de diciembre de 2004 cambió su nombre al actual a la vez que la sede del archieparca mayor fue trasferida a la archieparquía de Kiev.

## Archieparca mayor
Como parte de la Iglesia católica, su autoridad suprema es el papa u obispo de Roma. Su propia jerarquía está encabezada por el archieparca mayor de Kiev-Galitzia (o Hálych) y toda la Rus (o Rutenia), metropolitano de Kiev, padre y cabeza de la Iglesia greco-católica ucraniana (desde el 23 de marzo de 2011 es Sviatoslav Shevchuk), quien utiliza el título de patriarca, no reconocido por la Santa Sede. En las Iglesias católicas orientales archieparca mayor es el título para el metropolitano que preside una Iglesia particular autónoma (sui iuris) que no ha sido dotada con el título patriarcal. Los archieparcas mayores generalmente tienen los mismos derechos, privilegios y jurisdicción que los patriarcas católicos orientales, excepto donde expresamente se disponga lo contrario, y el rango inmediatamente después de ellos en precedencia de honor. A diferencia de los patriarcas, una vez elegido por el sínodo de la Iglesia archiepiscopal mayor el candidato a archieparca mayor, si acepta su elección, debe pedir al papa su confirmación y ser confirmado antes de ser entronizado, mientras que los patriarcas solo le requieren su comunión eclesial.
La erección, restauración, modificación y supresión de una Iglesia archiepiscopal mayor está reservada al papa, quien tiene el derecho de reconocer o conceder el título de archieparca mayor y de dar el asentimiento al traslado de la sede. Los archieparcas mayores presiden el rito de su Iglesia particular en cualquier parte del mundo, pero su autoridad sobre el clero está limita al territorio propio de la Iglesia archiepiscopal mayor.

## Sínodo archiepiscopal mayor
El sínodo archiepiscopal mayor (Synodus ecclesiae ucrainae catholicae) está compuesto por los obispos, incluso los auxiliares, y es encabezado y convocado por el archieparca mayor, quien debe tomar todas las decisiones importantes de acuerdo con él. Se reúne habitualmente una vez al año. Como las demás Iglesias orientales católicas autónomas, el archieparca mayor puede erigir, modificar y suprimir eparquías, y nombrar a sus obispos, de acuerdo con el sínodo archieparca mayor y luego de consultar a la Santa Sede. Dentro del territorio propio de la Iglesia el archieparca mayor puede crear exarcados archiepiscopales, y nombrar a los exarcas, de acuerdo con el sínodo. Los obispos son designados por el archieparca mayor y el sínodo de una lista aprobada por el papa, confeccionada previamente por el sínodo archiepiscopal mayor. Fuera del territorio propio de la Iglesia archiepiscopal mayor, el archieparca mayor y el sínodo tienen jurisdicción en materia litúrgica únicamente, correspondiendo al papa la creación de diócesis y el nombramiento de obispos.

## Curia archiepiscopal mayor
La curia de la Iglesia archiepiscopal mayor desde el 6 de diciembre de 2004 tiene su sede en Kiev, capital de Ucrania. La catedral de la archieparquía mayor de la Resurrección de Cristo se halla en la misma ciudad. La curia comprende el sínodo permanente, los obispos de sedes titulares o eméritos asignados a la curia (hasta 3), el tribunal ordinario de la Iglesia archiepiscopal mayor, el oficial de finanzas, el canciller archiepiscopal mayor, la comisión litúrgica y otras comisiones. Los miembros de la curia son nombrados por el archieparca mayor, a excepción del sínodo permanente presidido por el archieparca mayor y con 4 obispos, uno elegido por el archieparca mayor y 3 designados por quinquenio por el sínodo. Se reúne normalmente 12 veces al año y acompaña al archieparca mayor en decisiones menores.

## Episcopologio
- Lubomyr Husar, M.S.U. † (6 de diciembre de 2004 - 10 de febrero de 2011 renunció)
- Sviatoslav Shevchuk, desde el 23 de marzo de 2011[6]